# Hotel (película de 2001)
Hotel es una película cómica experimental italo-británica del año 1988 dirigida por Mike Figgis.

## Argumento
Mientras un equipo de filmación británico está rodando una versión de "La duquesa de Malfi" en Venecia, a su vez están siendo filmados por un sórdido documental primadonna y, a su vez, el extraño personal del hotel comparte comidas que consisten en carne humana. La historia se expande para involucrar a un sicario, una prostituta y el productor de Hollywood.
La película en sí hace varias menciones del estilo de realización cinematográfica Dogme 95, y ha sido descrita como una "película Dogma dentro de una película".

## Reparto
- Lucy Liu como Kawika
- John Malkovich como Omar Jonnson
- David Schwimmer como Jonathan Danderfine
- Saffron Burrows como Duquesa de Malfi
- Salma Hayek como Charlee Boux
- Rhys Ifans como Trent Stoken
- Burt Reynolds como el mánager de flamenco
- Julian Sands como e guía turístico